# Diptilon gladia
Diptilon gladia là một loài bướm đêm thuộc phân họ Arctiinae, họ Erebidae.